# Obroki (osada leśna w województwie lubelskim)
Obroki – osada leśna w Polsce położona w województwie lubelskim, w powiecie kraśnickim, w gminie Wilkołaz.
W latach 1975–1998 miejscowość położona była w województwie lubelskim.